# Circonscription proportionnelle du Sud-Kantō
La circonscription proportionnelle du Sud-Kantō (比例南関東ブロック, Hirei Minami-Kantō burokku) est l'un des onze blocs législatifs régionaux destinés à l'élection d'une partie des membres de la Chambre des représentants du Japon au scrutin proportionnel.

## Description géographique
La circonscription comprend deux préfectures de la région du Kantō : Chiba et Kanagawa ; et une préfecture de la région du Chūbu : Yamanashi.

## Résultats électoraux

### Années 2020
| Parti | Parti                           | Résultats | Résultats | Résultats | Résultats     | Députés élus (23) |
| Parti | Parti                           | Voix      | %         | Sièges    | +/-           | Députés élus (23) |
| ----- | ------------------------------- | --------- | --------- | --------- | ------------- | --- |
|       | Parti libéral-démocrate         | 1 822 230 | 25,40     | 7         | 2             | 1. Naoki Furukawa (ja) 2. Shin'ichi Nakatani (ja) 3. Arfiya Eri (ja) 4. Keisuke Suzuki (ja) 5. Hidehiro Mitani (ja) 6. Tsuyoshi Hoshino (ja) 7. Daishirō Yamagiwa |
|       | Parti démocrate constitutionnel | 1 700 535 | 23,70     | 6         | 1             | 1. Hajime Yatagawa (ja) 2. Naomi Sasaki (ja) 3. Shin Miyakawa (ja) 4. Kazumasa Okajima (ja) 5. Yoshihiro Nagatomo (ja) 6. Makoto Yamazaki (ja)                    |
|       | Parti démocrate du peuple       | 907 123   | 12,64     | 3         | 2             | 1. Jesús Fukasaku (ja) 2. Junko Okano (ja) 3. Yoshitaka Nishioka (ja)                                                                                             |
|       | Kōmeitō                         | 729 980   | 10,17     | 2         | en stagnation | 1. Hideo Tsunoda (ja) 2. Mitsuko Numazaki (ja) |
|       | Parti japonais de l'innovation  | 536 161   | 7,47      | 2         | 1             | 1. Ryūna Kanemura (ja) 2. Kenta Fujimaki (ja) |
|       | Reiwa Shinsengumi               | 472 519   | 6,59      | 1         | en stagnation | 1. Ryō Tagaya (ja) |
|       | Parti communiste japonais       | 437 724   | 6,10      | 1         | en stagnation | 1. Kazuo Shii |
|       | Sanseitō                        | 267 145   | 3,72      | 1         | —             | 1. Atsushi Suzuki (ja) |
|       | Parti conservateur du Japon     | 191 169   | 2,66      | 0         | —             | Aucun |
|       | Parti social-démocrate          | 109 959   | 1,53      | 0         | en stagnation | Aucun |

| Parti | Parti                           | Résultats | Résultats | Résultats | Résultats     | Députés élus (22) |
| Parti | Parti                           | Voix      | %         | Sièges    | +/-           | Députés élus (22) |
| ----- | ------------------------------- | --------- | --------- | --------- | ------------- | --- |
|       | Parti libéral-démocrate         | 2 590 787 | 34,94     | 9         | 1             | 1. Tsuyoshi Hoshino (ja) 2. Akira Amari 3. Masatoshi Akimoto 4. Hidehiro Mitani (ja) 5. Hiroyuki Yoshiie 6. Norihiro Nakayama (ja) 7. Hiroaki Kadoyama (ja) 8. Tomohiro Yamamoto (ja) 9. Yoshitaka Sakurada |
|       | Parti démocrate constitutionnel | 1 651 562 | 22,28     | 5         | en stagnation | 1. Kazuma Nakatani 2. Hajime Yatagawa (ja) 3. Yōichirō Aoyagi (ja) 4. Katsuhito Nakajima (ja) 5. Makoto Yamazaki (ja)                                                                                       |
|       | Parti japonais de l'innovation  | 863 897   | 11,65     | 3         | 2             | 1. Ryūna Kanemura (ja) 2. Kenta Fujimaki (ja) 3. Yoshiharu Asakawa (ja) |
|       | Kōmeitō                         | 850 667   | 11,47     | 2         | en stagnation | 1. Noriko Furuya 2. Hideo Tsunoda (ja) |
|       | Parti communiste japonais       | 534 493   | 7,21      | 1         | 1             | 1. Kazuo Shii |
|       | Parti démocrate du peuple       | 384 481   | 5,19      | 1         | —             | 1. Atsushi Suzuki (ja) |
|       | Reiwa Shinsengumi               | 302 675   | 4,08      | 1         | —             | 1. Ryō Tagaya (ja) |
|       | Parti social-démocrate          | 124 447   | 1,68      | 0         | en stagnation | Aucun |
|       | Parti anti-NHK                  | 111 298   | 1,50      | 0         | —             | Aucun |

### Années 2010
| Parti | Parti                              | Résultats | Résultats | Résultats | Résultats     | Députés élus (22) |
| Parti | Parti                              | Voix      | %         | Sièges    | +/-           | Députés élus (22) |
| ----- | ---------------------------------- | --------- | --------- | --------- | ------------- | --- |
|       | Parti libéral-démocrate            | 2 356 614 | 34,28     | 8         | en stagnation | 1. Noriko Miyagawa (2017-2019) 2. Shin'ichi Nakatani (ja) 3. Norihiro Nakayama (ja) 4. Tsuyoshi Hoshino (ja) 5. Tomohiro Yamamoto (ja) 6. Hidehiro Mitani (ja) 7. Tetsuya Kimura (ja) 8. Hiroshi Ueno (ja) 9. Minoru Debata (ja) (2019-2021) |
|       | Parti démocrate constitutionnel    | 1 612 425 | 23,46     | 5         | —             | 1. Yukio Ubukata (ja) 2. Kazuma Nakatani 3. Gō Shinohara (ja) 4. Shin Miyakawa (ja) 5. Kazumasa Okajima (ja) |
|       | Parti de l'espoir                  | 1 184 103 | 17,23     | 4         | —             | 1. Kaname Tajima (ja) 2. Kentarō Motomura (ja) (2017-2019) 3. Yūichi Gotō (ja) 4. Sōichirō Okuno (ja) 5. Hajime Yatagawa (ja) (2019-2021) |
|       | Kōmeitō                            | 787 461   | 11,46     | 2         | 1             | 1. Shigeyuki Tomita (ja) 2. Noriko Furuya |
|       | Parti communiste japonais          | 550 404   | 8,01      | 2         | 1             | 1. Kazuo Shii 2. Kimie Hatano |
|       | Parti japonais de l'innovation     | 269 274   | 3,92      | 1         | —             | 1. Seiichi Kushida (ja) |
|       | Parti social-démocrate             | 87 517    | 1,27      | 0         | en stagnation | Aucun |
|       | Parti de la réalisation du bonheur | 26 331    | 0,38      | 0         | en stagnation | Aucun |

| Parti | Parti                              | Résultats | Résultats | Résultats | Résultats     | Députés élus (22) |
| Parti | Parti                              | Voix      | %         | Sièges    | +/-           | Députés élus (22) |
| ----- | ---------------------------------- | --------- | --------- | --------- | ------------- | --- |
|       | Parti libéral-démocrate            | 2 321 609 | 33,96     | 8         | 2             | 1. Shin'ichi Nakatani (ja) 2. Noriko Miyagawa 3. Hiroyuki Yoshiie 4. Norihiro Nakayama (ja) 5. Hiroaki Kadoyama (ja) 6. Noriko Horiuchi 7. Tomohiro Yamamoto (ja) 8. Mineyuki Fukuda (ja) |
|       | Parti démocrate du Japon           | 1 203 572 | 17,61     | 4         | en stagnation | 1. Tomoko Abe (ja) 2. Sōichirō Okuno (ja) 3. Kentarō Motomura (ja) 4. Yōsuke Kamiyama (ja)                                                                                                |
|       | Parti japonais de l'innovation     | 1 053 221 | 15,41     | 4         | —             | 1. Kazumi Ōta 2. Yōichirō Aoyagi (ja) 3. Gō Shinohara (ja) 4. Masashi Mito (ja) |
|       | Kōmeitō                            | 875 712   | 12,81     | 3         | 1             | 1. Shigeyuki Tomita (ja) 2. Noriko Furuya 3. Hideo Tsunoda (ja) |
|       | Parti communiste japonais          | 813 634   | 11,90     | 3         | 2             | 1. Kazuo Shii 2. Kimie Hatano 3. Kazuko Saitō (ja) |
|       | Parti des générations futures      | 236 596   | 3,46      | 0         | —             | Aucun |
|       | Parti de la vie du peuple          | 175 431   | 2,57      | 0         | —             | Aucun |
|       | Parti social-démocrate             | 132 542   | 1,94      | 0         | en stagnation | Aucun |
|       | Parti de la réalisation du bonheur | 24 052    | 0,35      | 0         | en stagnation | Aucun |

| Parti | Parti                                     | Résultats | Résultats | Résultats | Résultats     | Députés élus (22) |
| Parti | Parti                                     | Voix      | %         | Sièges    | +/-           | Députés élus (22) |
| ----- | ----------------------------------------- | --------- | --------- | --------- | ------------- | --- |
|       | Parti libéral-démocrate                   | 2 020 043 | 26,43     | 6         | en stagnation | 1. Shin'ichi Nakatani (ja) 2. Hiroaki Kadoyama (ja) 3. Noriko Horiuchi 4. Norihiro Nakayama (ja) 5. Tomohiro Yamamoto (ja) 6. Mineyuki Fukuda (ja) |
|       | Association pour la restauration du Japon | 1 443 270 | 18,89     | 5         | —             | 1. Sakihito Ozawa 2. Manabu Matsuda (ja) 3. Takashi Tanuma (ja) 4. Yuzuru Nishida (ja) 5. Tamotsu Shiiki (ja)                                      |
|       | Parti démocrate du Japon                  | 1 323 048 | 17,31     | 4         | 7             | 1. Yūichi Gotō (ja) 2. Sōichirō Okuno (ja) 3. Yasuhiko Wakai (ja) 4. Yukio Ubukata (ja)                                                            |
|       | Parti de tous                             | 951 294   | 12,45     | 3         | 2             | 1. Yōichirō Aoyagi (ja) 2. Katsuhito Nakajima (ja) 3. Tsuyoshi Shiina (ja)                                                                         |
|       | Kōmeitō                                   | 810 936   | 10,61     | 2         | en stagnation | 1. Shigeyuki Tomita (ja) 2. Noriko Furuya |
|       | Parti du futur du Japon                   | 477 309   | 6,25      | 1         | —             | 1. Tomoko Abe (ja) |
|       | Parti communiste japonais                 | 447 890   | 5,86      | 1         | en stagnation | 1. Kazuo Shii |
|       | Parti social-démocrate                    | 147 191   | 1,93      | 0         | 1             | Aucun |
|       | Parti de la réalisation du bonheur        | 20 987    | 0,27      | 0         | en stagnation | Aucun |

### Années 2000
| Parti | Parti                              | Résultats | Résultats | Résultats | Résultats     | Députés élus (22) |
| Parti | Parti                              | Voix      | %         | Sièges    | +/-           | Députés élus (22) |
| ----- | ---------------------------------- | --------- | --------- | --------- | ------------- | --- |
|       | Parti démocrate du Japon           | 3 695 159 | 42,99     | 11        | 4             | 1. Kazuya Mimura (ja) 2. Ken'ichi Kaneko (ja) 3. Atsushi Chūgo (ja) 4. Kōichirō Katsumata (ja) 5. Katsuhito Yokokume (ja) 6. Makoto Yamazaki (ja) 7. Hirohisa Fujii 8. Tomohiko Mizuno (ja) 9. Mitsuji Ishida (ja) 10. Tsuyoshi Saitō (ja) 11. Shino Aihara (ja) |
|       | Parti libéral-démocrate            | 2 233 560 | 25,99     | 6         | 4             | 1. Akira Amari 2. Motoo Hayashi 3. Jun Matsumoto (ja) 4. Ken Saitō 5. Kazunori Tanaka (ja) 6. Hirokazu Matsuno |
|       | Kōmeitō                            | 862 427   | 10,03     | 2         | 1             | 1. Shigeyuki Tomita (ja) 2. Noriko Furuya |
|       | Parti de tous                      | 605 358   | 7,04      | 1         | —             | 1. Keiichirō Asao (ja) |
|       | Parti communiste japonais          | 601 299   | 7,00      | 1         | en stagnation | 1. Kazuo Shii |
|       | Parti social-démocrate             | 369 754   | 4,30      | 1         | en stagnation | 1. Tomoko Abe (ja) |
|       | Nouveau Parti du peuple            | 102 992   | 1,20      | 0         | —             | Aucun |
|       | Nouveau Parti nippon               | 79 792    | 0,93      | 0         | en stagnation | Aucun |
|       | Parti de la réalisation du bonheur | 44 162    | 0,51      | 0         | —             | Aucun |

| Parti | Parti                     | Résultats | Résultats | Résultats | Résultats     | Députés élus (22) |
| Parti | Parti                     | Voix      | %         | Sièges    | +/-           | Députés élus (22) |
| ----- | ------------------------- | --------- | --------- | --------- | ------------- | --- |
|       | Parti libéral-démocrate   | 3 510 617 | 42,40     | 10        | 2             | 1. Yōichirō Esaki (ja) 2. Jirō Ono (ja) 3. Mikio Fujita (ja) 4. Kōtarō Nagasaki (ja) 5. Masaaki Akaike (ja) 6. Mineyuki Fukuda (ja) 7. Nobuhiro Ōmiya (ja) 8. Keisuke Suzuki (ja) 9. Taizō Sugimura (ja) 10. Toshio Ukishima (ja)                     |
|       | Parti démocrate du Japon  | 2 439 549 | 29,47     | 7         | 2             | 1. Hiroyuki Nagahama (ja) (2005-2007) 2. Hitoshi Gotō 3. Hirofumi Ryū (ja) 4. Hisayasu Nagata (ja) (2005-2006) 5. Tetsundo Iwakuni (ja) 6. Akira Uchiyama (ja) 7. Kaname Tajima (ja) 8. Motohisa Ikeda (ja) (2006-2009) 9. Hirohisa Fujii (2007-2009) |
|       | Kōmeitō                   | 1 007 504 | 12,17     | 3         | en stagnation | 1. Shigeyuki Tomita (ja) 2. Noriko Furuya 3. Kazufumi Taniguchi (ja) |
|       | Parti communiste japonais | 566 945   | 6,85      | 1         | en stagnation | 1. Kazuo Shii |
|       | Parti social-démocrate    | 444 753   | 5,37      | 1         | en stagnation | 1. Tomoko Abe (ja) |
|       | Nouveau Parti nippon      | 309 851   | 3,74      | 0         | —             | Aucun |

| Parti | Parti                     | Résultats | Résultats | Résultats | Résultats     | Députés élus (22) |
| Parti | Parti                     | Voix      | %         | Sièges    | +/-           | Députés élus (22) |
| ----- | ------------------------- | --------- | --------- | --------- | ------------- | --- |
|       | Parti démocrate du Japon  | 2 819 165 | 39,98     | 9         | 3             | 1. Hiroyuki Nagahama (ja) 2. Motohisa Ikeda (ja) 3. Yasuhiko Wakai (ja) 4. Naohiko Katō (ja) 5. Ken'ichirō Satō (ja) 6. Hiroshi Sudō (ja) 7. Akira Ōide (ja) 8. Keikō Hakariya (ja) 9. Ai Aoki (ja) |
|       | Parti libéral-démocrate   | 2 441 590 | 34,62     | 8         | 2             | 1. Shōzaburō Nakamura (ja) 2. Yōichirō Esaki (ja) 3. Hirokazu Matsuno 4. Ikuzō Sakurai (ja) 5. Tsuneo Suzuki 6. Yoshitaka Sakurada 7. Hiromichi Watanabe (ja) 8. Daishirō Yamagiwa                  |
|       | Kōmeitō                   | 969 464   | 13,75     | 3         | en stagnation | 1. Nobuo Kawakami (ja) 2. Shigeyuki Tomita (ja) 3. Noriko Furuya |
|       | Parti communiste japonais | 521 309   | 7,39      | 1         | 1             | 1. Kazuo Shii |
|       | Parti social-démocrate    | 300 599   | 4,26      | 1         | 1             | 1. Tomoko Abe (ja) |

| Parti | Parti                     | Résultats | Résultats | Résultats | Résultats     | Députés élus (21) |
| Parti | Parti                     | Voix      | %         | Sièges    | +/-           | Députés élus (21) |
| ----- | ------------------------- | --------- | --------- | --------- | ------------- | --- |
|       | Parti démocrate du Japon  | 1 940 792 | 27,68     | 6         | 1             | 1. Kimiaki Matsuzaki (ja) 2. Shun Hayama (ja) 3. Hitoshi Gotō 4. Akira Ōide (ja) 5. Nobuhiko Sutō (ja) 6. Eiji Nagai (ja)              |
|       | Parti libéral-démocrate   | 1 734 297 | 24,74     | 6         | 1             | 1. Yasukazu Hamada 2. Hiromichi Watanabe (ja) 3. Kenzō Yoneda (ja) 4. Yukio Jitsukawa (ja) 5. Taei Nakamoto (ja) 6. Yoshitaka Sakurada |
|       | Kōmeitō                   | 871 150   | 12,43     | 3         | —             | 1. Yūichi Ichikawa (ja) 2. Nobuo Kawakami (ja) 3. Isamu Ueda (ja)                                                                      |
|       | Parti libéral             | 839 845   | 11,98     | 2         | —             | 1. Takeshi Hidaka (ja) 2. Ryūshi Tsuchida (ja)                                                                                         |
|       | Parti communiste japonais | 808 453   | 11,53     | 2         | 1             | 1. Kazuo Shii 2. Takeshi Ōmori (ja) |
|       | Parti social-démocrate    | 670 141   | 9,56      | 2         | 1             | 1. Tomoko Abe (ja) 2. Yōko Hara (ja)                                                                                                   |
|       | Ligue libérale            | 145 858   | 2,08      | 0         | en stagnation | Aucun |

### Années 1990
| Parti | Parti                     | Résultats | Résultats | Résultats | Députés élus (23) |
| Parti | Parti                     | Voix      | %         | Sièges    | Députés élus (23) |
| ----- | ------------------------- | --------- | --------- | --------- | --- |
|       | Parti libéral-démocrate   | 1 820 846 | 28,99     | 7         | 1. Kazuya Ishibashi (ja) (1996-1999) 2. Shōzaburō Nakamura (ja) 3. Sadao Ioku (ja) 4. Akira Amari 5. Hachirō Okonogi 6. Kunio Tanabe (ja) 7. Kazunori Tanaka (ja) 8. Ken'ichi Mizuno (ja) (1999-2000) |
|       | Shinshintō                | 1 667 552 | 26,55     | 7         | 1. Hitoshi Yonetsu (ja) 2. Yūichi Ichikawa (ja) 3. Nobuo Kawakami (ja) 4. Isamu Ueda (ja) 5. Shigeyuki Tomita (ja) 6. Kenzō Yoneda (ja) 7. Kimiaki Matsuzaki (ja)                                     |
|       | Parti démocrate du Japon  | 1 331 850 | 21,21     | 5         | 1. Shun Hayama (ja) 2. Sakihito Ozawa 3. Tetsuo Kitamura (ja) 4. Ken'ichirō Satō (ja) 5. Yukio Ubukata (ja)                                                                                           |
|       | Parti communiste japonais | 881 751   | 14,04     | 3         | 1. Kazuo Shii 2. Masahiro Nakaji (ja) 3. Takeshi Ōmori (ja) |
|       | Parti social-démocrate    | 403 875   | 6,43      | 1         | 1. Shigeru Itō (ja) |
|       | Nouveau Parti socialiste  | 102 906   | 1,64      | 0         | Aucun |
|       | Ligue libérale            | 71 756    | 1,14      | 0         | Aucun |